# Gentianaordningen
Gentianaordningen (Gentianales) är en ordning av trikolpater som i nyare klassificeringssystem innehåller fem familjer:
- Gentianaväxter (Gentianaceae)
- Giftjasminsväxter (Gelsemiaceae)
- Kräknötsväxter (Loganiaceae)
- Måreväxter (Rubiaceae)
- Oleanderväxter (Apocynaceae)

I det äldre Cronquistsystemet ingick oleanderväxter, som då hette Asclepiadaceae, och Saccifoliaceae. Måreväxterna ingick i en annan ordning och Gelsemiaceae ingick i kräknötsväxterna.